# Kratos (mythologie)
Pour les articles homonymes, voir Kratos (homonymie).
 (décembre 2023).
Si vous disposez d'ouvrages ou d'articles de référence ou si vous connaissez des sites web de qualité traitant du thème abordé ici, merci de compléter l'article en donnant les références utiles à sa vérifiabilité et en les liant à la section « Notes et références ».

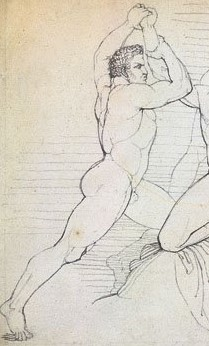
Représentation de Kratos par le dessinateur John Flaxman en 1795.

Dans la mythologie grecque, Kratos ou Cratos (en grec ancien Κράτος / Krátos) est une divinité personnifiant la Force, la Puissance, le Pouvoir, la Vigueur ou la Solidité comme son nom l'indique. Un des quatre enfants du Titan Pallas et de Styx, il est le frère de Niké (la Victoire), Bia (la Force) et Zélos (l'Ardeur), avec qui il fait partie des proches de Zeus.
Eschyle lui prête d'avoir enchaîné Prométhée, avec l'aide de Bia et d'Héphaïstos.
Hésiode décrit les quatre enfants comme merveilleux et raconte leurs légendes.
Quand Zeus se préparait pour la Titanomachie , il tenta de réunir le plus d'alliés possible, en promettant à celui qui combat avec lui un office divin et des droits appropriés. Sur les conseils de son père Oceanus , Styx fut la première à rejoindre ses forces, amenant avec elle ses quatre enfants. Zeus lui rendit grâce en déclarant que désormais tous les dieux prêteraient serment par ses eaux sacrées et que les quatre enfants de Styx vivraient avec lui pour toujours.
Par conséquent, Kratos et ses frères et sœurs n'ont d'autre demeure que Zeus lui-même, c'est-à-dire qu'ils sont des aspects de sa personnalité et de son autorité.
Il existe des histoires contradictoires sur presque tout le reste à son sujet. Il existe deux versions concurrentes de sa filiation, chacune modifiant sa relation avec les autres dieux.

## Le fils de Zeus
Dans certains mythes grecs, Kratos est souvent considéré comme l'un des très nombreux enfants de Zeus. Plutôt que d'être l'un des pairs de Zeus, il est un demi-dieu, le fils de Zeus et d'une mortelle anonyme. Cette forme de son histoire est relativement rare, mais elle surgit suffisamment pour être importante.

## Le fils des Titans
Dans de nombreux mythes, Kratos est considéré comme le fils des Titans Pallas et Styx. Cela ferait de Kratos un parent des dieux olympiens , mais pas un de leur nombre direct. Il est souvent désigné comme le frère de plusieurs autres personnages qui représentent la force et la bataille - Nike, la déesse de la victoire, Bia, la déesse de la force et de la violence, et Zelus, le dieu du zèle.
Sous cette forme, Kratos est considéré comme un compagnon de Zeus et le gardien de son trône. Il est généralement l'un des principaux exécuteurs de Zeus et est une extension de sa volonté.

## Sources
1. ↑  (en) « Kratos »
2. ↑  (en-US) « Kratos • Facts and Information on the God Kratos », sur Greek Gods & Goddesses (consulté le 23 mai 2023)

- Pseudo-Apollodore, Bibliothèque [détail des éditions] [lire en ligne], I, 2, 5.
- Eschyle, Prométhée enchaîné [détail des éditions] [lire en ligne], 1-84.
- Hésiode, Théogonie [détail des éditions] [lire en ligne], 385.